# Кірстен Фліпкенс
 Кірстен Фліпкенс  (нід. Kirsten Flipkens, 10 січня 1986) — бельгійська тенісистка, найкраща спортсменка Бельгії 2013 року та талант року країни (2003).
На юніорському рівні Фліпкенс виграла Відкритий чемпіонат США 2002 у парі з Ельке Клейстерс та Вімблдонський турнір 2003 в одиночному розряді. З 2003 року вона стала професіональною тенісисткою. Єдина її перемога в турнірі WTA відбулася у вересні 2012 на Bell Challenge у Квебеку. 
10 червня 2013 року Фліпкенс уперше потрапила в чільну двадцятку рейтингу WTA. На Вімблдонському турнірі 2013 Кірстен добралася до півфіналу, в якому поступилася в двох сетах Маріон Бартолі. Це її найкраще досягнення на турнірах Великого шолома. 
Фліпкенс близорука, а тому завжди грає в окулярах. Її стиль гри відрізняється від того, як грають більшість сучасних їй тенісисток. Фліпкенс не часто залишається на задній лінії, а прагне вийти до сітки. Вона описує це як гру по всьому корту.

## Фінали турнірів WTA

### Одиночний розряд: 4 (1 титул)
| Результат | №     | Дата            | Турнір                                                         | Поверхня  | Супротивниця      | Рахунок            |
| --------- | ----- | --------------- | -------------------------------------------------------------- | --------- | ----------------- | ------------------ |
| Перемога  | 1.    | 16 вересня 2012 | Tournoi de Québec, Квебек-Сіті, Канада                         | Килим (i) | Луціє Градецька   | 6–1, 7–5           |
| Поразка   | 1.    | 22 червня 2013  | Rosmalen Grass Court Championships, 'с-Гертогенбос, Нідерланди | Трава     | Симона Халеп      | 4–6, 2–6           |
| Поразка   | 2.    | 6 березня 2016  | Monterrey Open, Монтеррей, Мексика                             | Хард      | Гезер Вотсон      | 6–3, 2–6, 3–6      |
| Поразка   | 2./3. | 17 червня 2018  | Rosmalen Grass Court Championships, 'с-Гертогенбос, Нідерланди | Трава     | Александра Крунич | 6–7(0–7), 7–5, 6–1 |

### Пари: 7 (3 - 5 )
| Результат | №  | Дата              | Турнір                                    | Поверхня | Партнерка           | Супротивниці                        | Рахунок               |
| --------- | -- | ----------------- | ----------------------------------------- | -------- | ------------------- | ----------------------------------- | --------------------- |
| Перемога  | 1. | 25 September 2016 | Korea Open, Сеул, Корея                   | Хард     | Юганна Ларссон      | Акіко Омае Пеангтарн Пліпуеч        | 6–2, 6–3              |
| Поразка   | 1. | 27 травня 2017    | Nürnberger Cup, Нюрнберг, Німеччина       | Ґрунт    | Юханна Ларсон       | Ніколь Меліхар Анна Сміт            | 6–3, 3–6, [9–11]      |
| Перемога  | 2. | 17 червня 2017    | Rosmalen Championships, Нідерланди        | Трава    | Домініка Цибулькова | Кікі Бертенс Демі Схюрс             | 4–6, 6–4, [10–6]      |
| Поразка   | 2. | 21 жовтня 2017    | BGL Luxembourg Open, Люксембург           | Хард (i) | Ежені Бушар         | Леслей Керкгове Лідія Морозова      | 7–6(7-4), 4–6, [6–10] |
| Поразка   | 3. | 25 лютого 2018    | Hungarian Ladies Open, Будапешт, Угорщина | Хард (i) | Юхана Ларссон       | Хеорхіна Гарсія Перес Фанні Штоллар | 6–4, 4–6, [3–10]      |
| Перемога  | 3. | 15 квітня 2018    | Ladies Open Lugano, Швейцарія             | Ґрунт    | Елізе Мертенс       | Віра Лапко Орина Соболенко          | 6-1, 6-3              |
| Поразка   | 4. | 26 травня 2018    | Nuremberg Cup, Нюрнберг, Німеччина        | Ґрунт    | Юханна Ларссон      | Демі Схюрс Катарина Среботнік       | 6–3, 3–6, [7–10]      |
| Поразка   | 5. | 16 червня 2018    | Rosmalen Championships, Den bosch (NED)   | Трава    | Кікі Бертенс        | Елізе Мертенс Демі Схюрс            | 3-3, припинили        |

## Зовнішні посилання
- Досьє на сайті WTA [Архівовано 5 жовтня 2013 у Wayback Machine.]